# Giuliano di Lorenzo de' Medici
Giuliano di Lorenzo de' Medici, hertig av Nemours, född 12 mars 1479 i Florens, död 17 mars 1516 i Florens, var en italiensk adelsman. Han var son till Lorenzo de' Medici och dennes hustru Clarice Orsini. Giuliano styrde Florens från 1513 till 1516. 

## Bilder

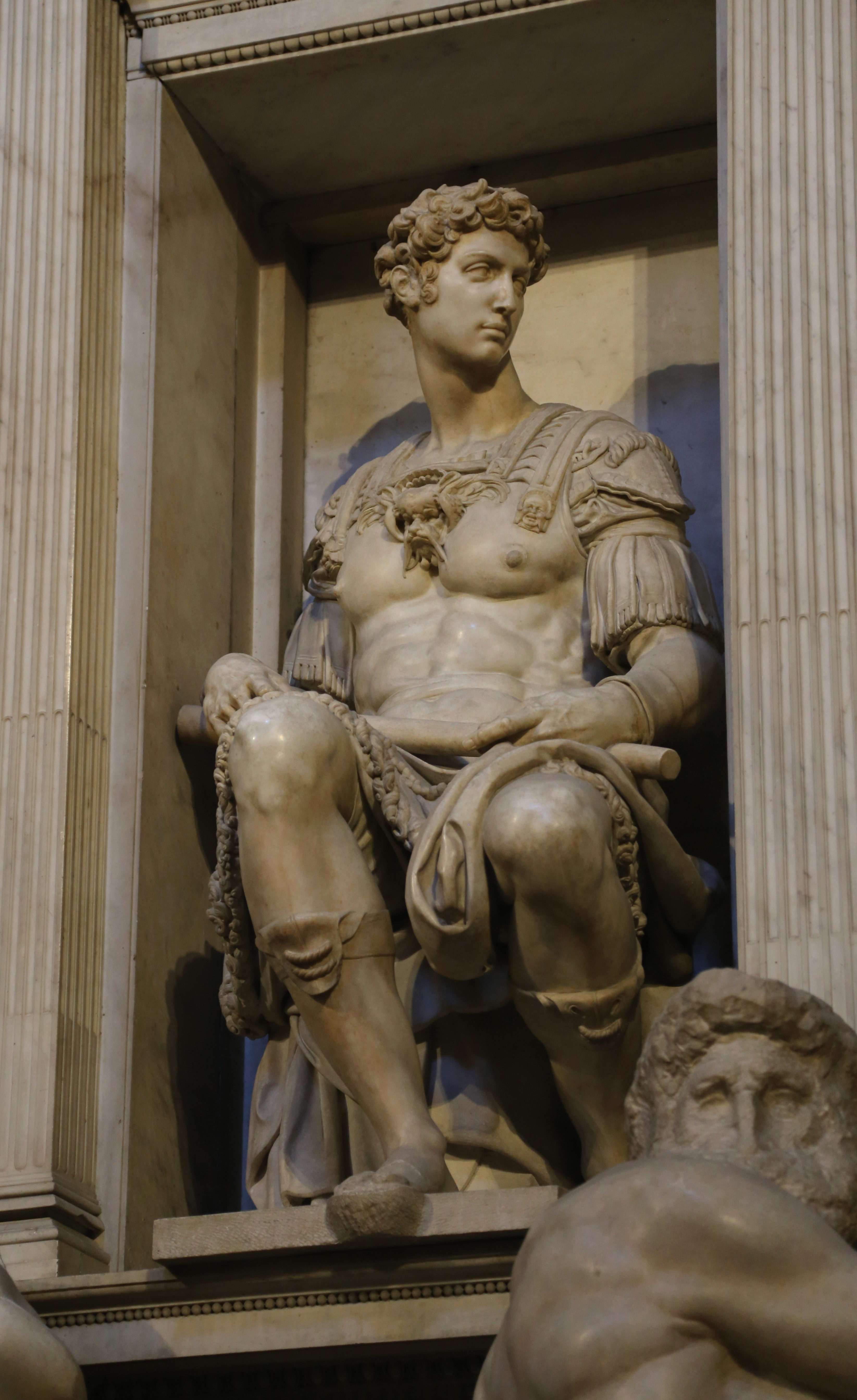
Giuliano di Lorenzo de' Medicis skulptur, utförd av Michelangelo, i Medicikapellet i San Lorenzo.